# Atticus Dean Mitchell
Atticus Dean Mitchell (nascido a 16 de Maio de 1993) é um ator e músico canadense.

## Biografia
Mitchell começou a sua carreira  em How to Be Indie como Carlos Martinelli.  É conhecido por participar em My Babysitter's a Vampire como Benny Weir.Ele também é conhecido por participar no filme original Disney Channel Radio Rebel como Gabe.

## Música
Atticus possui, atualmente, dois álbuns lançados de forma independente com musicas compostas por ele mesmo tocadas no piano. As musicas podem ser escutadas no Spotify, onde ele lança suas músicas pelo nome de Atticus Dean. Também é cantor e baterista.
| Ano  | Nome           | n° de faixas |
| ---- | -------------- | ------------ |
| 2017 | Sonder         | 7            |
| 2018 | Red Giant - EP | 5            |

## Filmografia

### Filmes
| Ano  | Título                                | Papel           | Notas                        |
| ---- | ------------------------------------- | --------------- | ---------------------------- |
| 2010 | My Babysitter's a Vampire             | Benny Weir      | Filme para televisão         |
| 2012 | Radio Rebel                           | Gabe            | Filme para televisão         |
| 2013 | The Colony Bunks (Acampamento Zombie) | Graydon Wookiee | Protagonista Ator secundário |
| 2015 | Stonewall                             | Matt            | Ator secundário              |

### Curta-metragem
| Ano  | Título                   | Papel  | Notas |
| ---- | ------------------------ | ------ | ----- |
| 2012 | Where Do We Go From Here | Elliot |       |
| 2012 | Rainbow Connection       | Matt   |       |

## Televisão

### Séries
| Ano         | Título                    | Papel                     | Notas |
| ----------- | ------------------------- | ------------------------- | --- |
| 2009 - 2011 | How to Be Indie           | Carlos Martinelli         | 3 episódios - How to Make Your Rep, How to Get on Carlos Martinelli's Capital 'L' List, and Live e How to Show Your Spirit |
| 2010        | Living In Your Car        | Adolescente               | Participação especial - 1 episódio |
| 2011 - 2012 | My Babysitter's a Vampire | Benny Weir                | Protagonista - 26 episódios |
| 2013        | Hard Rock Medical         | Caleb                     | Participação especial - 2 episódios: Love, Labour, Loss e Down Under |
| 2014        | Fargo                     | Mickey Hess               | Participação Especial - 3 Episódios: The Heap, A Muddy Road e The Crocodile's Dilemma |
| 2015        | Young Drunk Punk          | Archibald Shinky          | Protagonista |
| 2018        | The Expanse               | Ensign Sinopoli           | Episódio "Reload" |
| 2017 - 2018 | Killjoys                  | Pippin "The Mouth" Foster | Participação especial - 9 episódios 3° Temporada - Boondoggie, Reckoning Ball, Wargasm 4° temporada - Johnny Dangerously, Bro-d Trip, What to Expect When You're Expecting... An Alien Parasite, Greening Pains, Baby. Face Killer e The Kids Are Alright |
| 2020        | The Hardy Boys            | J.B Cox                   | |